# Papoose Lake
Papoose Lake est un lac asséché situé dans le Comté de Lincoln, dans le Nevada aux États-Unis. Le lac se trouve à l'intérieur de la Zone 51 qui est une zone restreinte.